# Caxamarca
Caxamarca là một chi thực vật có hoa trong họ Cúc (Asteraceae).

## Loài
Chi Caxamarca gồm các loài: